# Де Мейер, Жиль
Жиль де Мейер (нидерл. Gilles De Meyer; 17 сентября 2006) — бельгийский футболист, правый защитник клуба «Гент».

## Клубная карьера
Дебаст — воспитанник футбольной академии «Гента», за которую выступал с 2013 года. В декабре 2022 года подписал свой первый профессиональный контракт с клубом. 30 октября 2024 года дебютировал в основном составе Гента в матче Кубка Бельгии против клуба «Юнион Рошфортуаз». 10 ноября 2024 года дебютировал в высшем дивизионе чемпионата Бельгии в матче против «Стандарда».

## Карьера в сборной
Выступал за сборные Бельгии до 16, до 17, до 18, до 19 и до 20 лет.